# Force aérienne togolaise

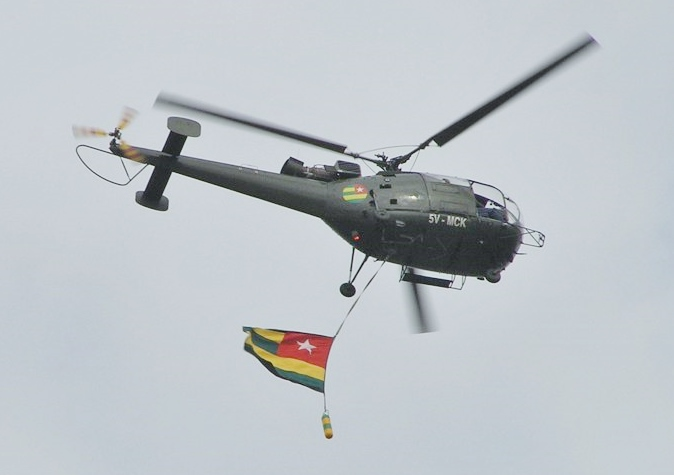
Un Aérospatiale Alouette II della Force aérienne togolaise in volo nel cielo sopra Lomé in occasione dell'anniversario dell'indipendenza del Togo.

La Force Aérienne Togolaise, nota anche con la sigla FAT, tradotto dalla lingua francese Forza aerea del Togo ed internazionalmente nota con la dizione in lingua inglese Togolese Air Force e con la sigla TAF, è l'attuale aeronautica militare del Togo e parte integrante, assieme ad esercito e marina, delle forze armate togolesi.

## Aeromobili in uso
Sezione aggiornata annualmente in base al World Air Force di Flightglobal del corrente anno. Tale dossier non contempla UAV, aerei da trasporto VIP ed eventuali incidenti accorsi durante l'anno della sua pubblicazione. Modifiche giornaliere o mensili che potrebbero portare a discordanze nel tipo di modelli in servizio e nel loro numero rispetto a WAF, vengono apportate in base a siti specializzati, periodici mensili e bimestrali. Tali modifiche vengono apportate onde rendere quanto più aggiornata la tabella.
| Aeromobile                           | Origine          | Tipo                                             | Versione (denominazione locale) | In servizio (2024) | Note |
| Aerei da combattimento               |                  |                                                  |                                 |                    | |
| Dassault-Dornier Alpha Jet           | Francia Germania | aereo da attacco al suolo aereo da addestramento | Alpha Jet E                     | 5                  | 12 Alpha Jet E consegnati. |
| Aermacchi MB-326                     | Italia           | aereo da attacco al suolo aereo da addestramento | MB-326                          | 6                  | |
| Aeromobili a pilotaggio remoto - UAV |                  |                                                  |                                 |                    | |
| Bayraktar TB2                        | Turchia          | UAV                                              | TB2                             | 3                  | Almeno 3 TB2 consegnati. |
| Aerei da trasporto                   |                  |                                                  |                                 |                    | |
| Beechcraft Super King Air            | Stati Uniti      | aereo da trasporto leggero                       | King Air 200                    | 1                  | |
| Aerei da addestramento               |                  |                                                  |                                 |                    | |
| Aérospatiale TB-30 Epsilon           | Francia          | Aereo da addestramento                           | TB-30                           | 2                  | 3 TB-30 ordinati nel giugno del 1984 e tutti consegnati entro il 1986.                                                           |
| Elicotteri                           |                  |                                                  |                                 |                    | |
| Aérospatiale SA 341 Gazelle          | Francia          | elicottero utility                               | SA 342                          | 4                  | |
| Mil Mi-35 Hind                       | Russia           | elicottero d'attacco                             | Mi-35M                          | 3                  | 3 Mi-35M consegnati a novembre 2022.                                                                                             |
| Mil Mi-17 Hip                        | Russia           | elicottero utility                               | Mi-17                           | 2                  | 2 Mi-17 consegnati a novembre 2022. Secondo il WAF di Flightglobal, sarebbero quattro gli esemplari in organico a dicembre 2024. |